# 미니스커트 (음악 그룹)
미니스커트(ミニスカート)는 일본의 아이돌 그룹 AKB48 연구생의 멤버가 결성한 아이돌 유닛이다.

## 구성원
결성 당시는 연구생 멤버. 이후, 팀4로 승격.
- 타케우치 미유
- 모리 안나
- 시마다 하루카

## 오리지널 곡
1. 미니스커트의 요정 (ミニスカートの妖精)